# U 864 (Film)
U 864 ist ein Dokumentarfilm von Marc Brasse, der 2007 in englischer Sprache erschien. Der Film ist als DVD im Handel erhältlich und wurde von verschiedenen Fernsehsendern gezeigt. Der Film behandelt die Geschichte eines deutschen U-Bootes, das 1945 vor Norwegen mit der kompletten Besatzung sank.

## Kurzzusammenfassung
Die Dokumentation beschäftigt sich mit der letzten Fahrt des U-864, das mit kriegswichtigen Gütern, unter anderem Quecksilber sowie Konstruktionsunterlagen des Düsenjägers Me 262 nach Japan ausgelaufen war und dessen Fund sechzig Jahre später durch die zufällige Entdeckung örtlicher Fischer. Der Film folgt dem norwegischen Bergungsteam, das sich darauf vorbereitet, U-864 zu bergen.